# Thelypteris urophylla
Thelypteris urophylla là một loài thực vật có mạch trong họ Thelypteridaceae. Loài này được (Mett.) K. Iwats. miêu tả khoa học đầu tiên năm 1965.